# Battlesuit
Battlesuit  es un juego de mesa publicado por Steve Jackson Games en 1983.

## Jugabilidad
Battlesuit es un juego de guerra para dos jugadores establecido en la misma guerra nuclear del siglo XXI que Ogre y G.E.V. El juego trata los conflictos entre humanos donde ambos lados utilizan infantería con exoesqueletos mecánicos y armas que disparan bombas en miniatura.

## Recepción
En la edición mayo-junio de 1983 de The Space Gamer (No. 63), Craig Sheeley dio una crítica positiva, diciendo, "Battlesuit representa con exactitud un hexágono de combate de G.E.V., y es tan mortífero como tal. Para quienes seguirían el progreso del mundo de 2085, este juego es indispensable."